# Attenuizomus radon
Attenuizomus radon är en spindeldjursart som beskrevs av Harvey 2000. Attenuizomus radon ingår i släktet Attenuizomus och familjen Hubbardiidae. Inga underarter finns listade.